# Poortugaal

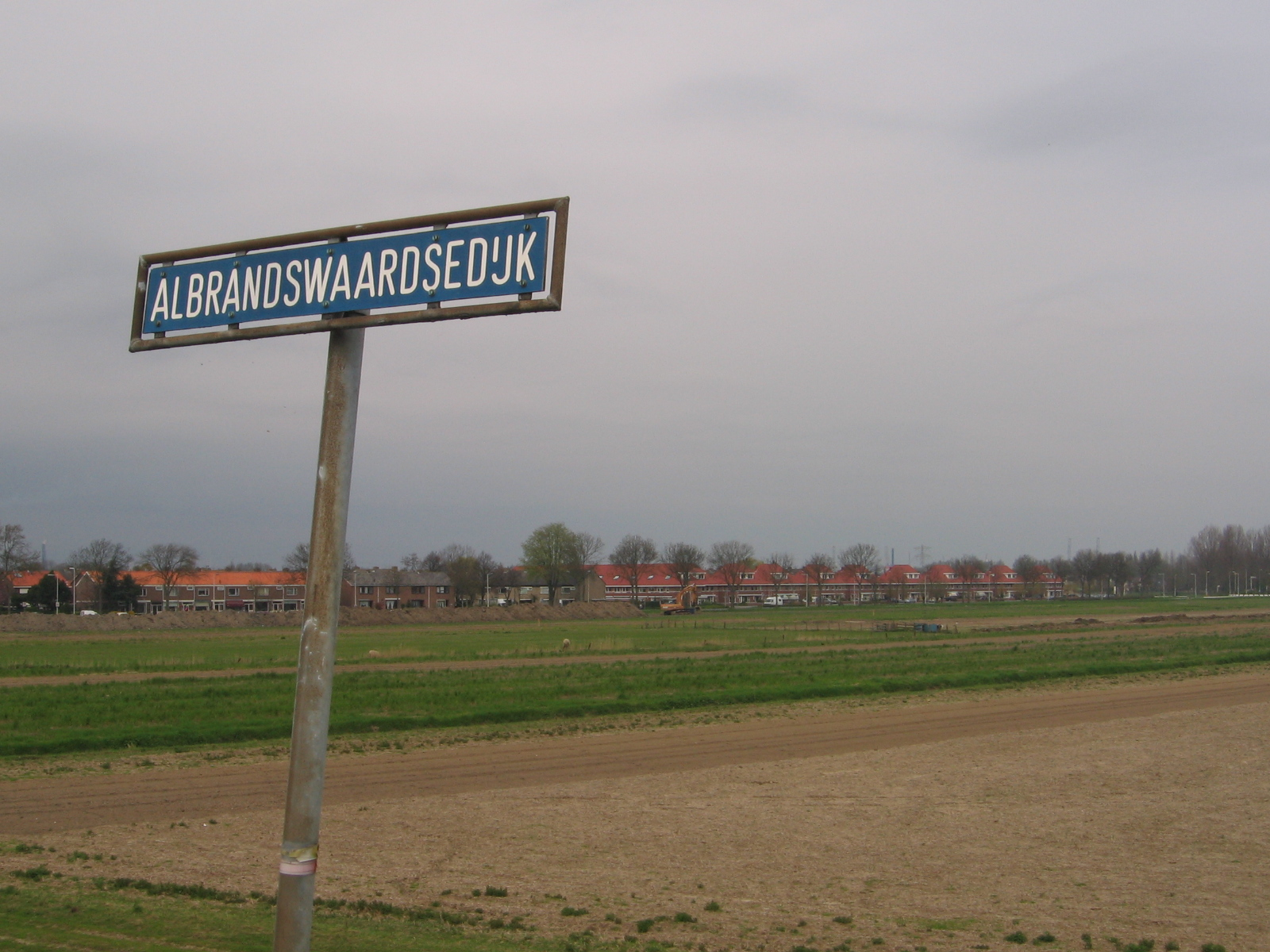
Vista de Poortugaal, a partir do dique.

Bandeira de Poortugaal, A bandeira deriva do brasão municipal. A estrela azul é retirada das estrelas nos escudos, que são mostradas sem estrelas na bandeira no brasão de armas simplificado. O desenho da bandeira lembra muito a bandeira portuguesa.

Brasão de Poortugaal, Dado que os nomes Poortugaal e Portugal e as armas de ambos apresentam grandes semelhanças, suspeita-se que os habitantes do local conheceram os portugueses durante as Cruzadas e, por isso, mudaram-se para a área do novo dique (este dique foi construído entre os séculos XII e XIII), a área dos portugueses. Representações mais antigas do brasão também mostram um escudo que se assemelha ainda mais ao brasão de Portugal do que o atual brasão de Poortugaal.

Poortugaal é uma povoação de mais de 9 500 habitantes situada perto de Roterdão, entre a zona portuária e o rio Oude Maas. 
A história da povoação data do Século XV; tem uma igreja desse período. 
O nome provavelmente deriva de Portugal, tanto que há enorme semelhança em ambos os brasões de armas igualmente na época.
Era tradicionalmente uma povoação agrícola, principalmente de linho, verduras e fruta. Atualmente a maioria das pessoas trabalha em Roterdão e na zona portuária.
Em 1 de Janeiro de 1985 fundiu-se com Rhoon para formar o município de Albrandswaard.
Poortugaal tem sua própria estação de metro e, portanto, uma ligação rápida ao centro de Roterdão.

## Ligação externa
- Heraldry of the World – Wapen van Poortugaal